# Ronnie Boomgaard
Ronald (Ronnie) Boomgaard (Amsterdam, 10 oktober 1944 – 17 september 2023) was een Nederlands voetballer.

## Loopbaan
Hij was een van de eerste jeugdspelers met een contract bij AFC Ajax in het begin van de jaren zestig. Als doelman heeft hij gespeeld met grootheden als Johan Cruijff, Piet Keizer en Sjaak Swart. 
In de seizoenen 1963/64 en 1964/65 speelde Boomgaard sporadisch in de basis van Ajax. Zijn hoogtepunt was de uitwedstrijd tegen MVV op 13 september 1964. De keeper stopte drie strafschoppen. MVV-spelers Michel Thal en Chris Coenen hadden reeds gemist, toen bij een stand van 2-2 in de 89e minuut Willy Brokamp het mocht proberen. Brokamp had reeds de twee doelpunten voor MVV gemaakt. "Waar begin je aan, vroeg ik hem nog", aldus de destijds negentienjarige Boomgaard later in een interview. Geïntimideerd door de Amsterdamse bluf miste Brokamp. Ajax stond in dat seizoen een-na-laatste en mede door deze prestatie ontliep het degradatie.
Boomgaard kwam uiteindelijk in conflict met coach Rinus Michels over een financiële kwestie en dat betekende het einde van zijn tijd bij de Amsterdamse club, waarvoor hij 21 wedstrijden speelde. Boomgaard heeft onder meer nog gespeeld voor FC Haarlem en Blauw Wit. Door blessures en kansen op de arbeidsmarkt is hij op 28-jarige leeftijd gestopt. Na een baan als verkoopadviseur bij een textielzaak, begon Boomgaard een bakkerszaak in de Amsterdamse Maasstraat.
Boomgaard overleed in 2023 op 78-jarige leeftijd.